# Mateusz Pawłowski

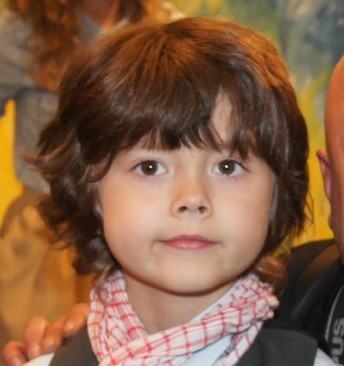
Mateusz Pawłowski (2012)

Mateusz Pawłowski (ur. 3 czerwca 2004 w Warszawie) – polski aktor, który zdobył ogólnopolską rozpoznawalność dzięki roli Kacpra Boskiego w serialu komediowym Rodzinka.pl.

## Życiorys
Jest synem Katarzyny Majchrzak-Pawłowskiej i Mariusza Pawłowskiego. Ma młodszą siostrę Natalię.
Gdy miał cztery lata, uczestniczył w programie Elżbiety Skrętowskiej Mini szansa.
Od 2011 do 2020 i ponownie od 2025 gra Kacpra Boskiego w serialu komediowym Patricka Yoki Rodzinka.pl. W latach 2012–2014 grał Krzysia w serialu Opowieści kota Śpiocha. W 2013 użyczył głosu tytułowemu bohaterowi w serialu Pinokio, a w 2014 – Tomowi w świątecznym filmie Uwolnić Mikołaja!.
Kinowy debiut zaliczył w 2017 rolą młodego Maksymiliana Marii Kolbego w filmie Dwie korony.

## Filmografia
- 2011–2020, od 2025: Rodzinka.pl – Kacper Boski
- 2012–2014: Opowieści kota Śpiocha – Krzyś
- 2017: Dwie korony – ojciec Maksymilian Maria Kolbe (w dzieciństwie)

## Dubbing
- 2013: Pinokio – Pinokio
- 2014: Uwolnić Mikołaja! – Tom

## Programy telewizyjne
- 2008: Mini szansa (TVP2) – uczestnik programu (odc. z zespołem De Mono)
- od 2011: Pytanie na śniadanie (TVP2) – uczestnik paneli dyskusyjnych
- 2011-2012: Familiada (TVP2) – uczestnik 3 odcinków programu (3 odc. specjalne)
- 2015: Hell’s Kitchen. Piekielna kuchnia (Polsat) – gość specjalny programu (odc. 3)
- 2015: Mamy cię! (TVN) – uczestnik programu (odc. 12)
- 2017: Petersburski Music Show (TVP ABC) – współprowadzący program
- 2020: Jaka to melodia? (TVP1) – uczestnik programu (odc. specjalny)